# Synochodaeus costatus
Synochodaeus costatus är en skalbaggsart som beskrevs av Clarke H. Scholtz och Evans 1987. Synochodaeus costatus ingår i släktet Synochodaeus och familjen Ochodaeidae. Inga underarter finns listade i Catalogue of Life.